# Юный Ленинградец
«Юный Ленинградец» — детский хореографический коллектив Санкт-Петербурга, созданный в 1968 году.
В ансамбле занимаются основами народного и классического танцев, актёрским мастерством и акробатикой более 300 детей в возрасте от 5 до 18 лет. В репертуар коллектива входят танцы народов России и мира, номера современной хореографии а также балет-феерия на музыку П. И Чайковского «Детские грезы».
Коллектив проводит собственный цикл концертов «В кругу друзей», является постоянным участником таких праздничных городских концертов, как традиционный праздник для первоклассников в «Ледовом дворце» 1-го сентября. Воспитанники ансамбля участвует в просветительском абонементе для детей «Музыка от А до Я» и в спектакле театра «Балтийский дом» «Стойкий оловянный солдатик».
Ансамбль является лауреатом различных международных конкурсов и фестивалей.
Некоторые дети, занимавшиеся в коллективе, продолжили танцевать на профессиональном уровне. В разные годы выпускники ансамбля работали в таких профессиональных танцевальных коллективах, как Ансамбль песни и пляски ленинградского военного округа, Ансамбль танца Сибири имени М. С. Годенко, ансамбль «Берёзка», театр «Мюзик-Холл», Санкт-Петербургский театр музыкальной комедии.
Будучи детьми, в ансамбле занимались режиссёр Андрей Прикотенко, артисты Борис Хвошнянский и Любовь Тихомирова.
Руководитель коллектива — Айзатуллова Екатерина Рафаилевна.

## Награды и премии
Ансамбль неоднократно побеждал на берлинском международном конкурсе «Танц-олимп» (2007, 2008, 2011 и 2015 — в категории «ансамбли народного танца, младшая группа»).
Также является лауреатом конкурса «Утренняя звезда» (Москва, 1999), дипломантом фестиваля «Дельфийские игры» (Красноярск, 2006), неоднократным лауреатом фестивалей «Невская Радуга» (Санкт-Петербург), «Непоседы собирают друзей» (Таллинн, 2004, 2010, 2013), лауреатом Гран-при всероссийского конкурса хореографических коллективов «Вечность. Гармония. Грация» на приз народного артиста России Бориса Брегвадзе (Санкт-Петербург, 2010), победителем международного конкурса хореографических коллективов «Петербургская метелица» в категории «народный танец» (Санкт-Петербург, 2013).
Ансамбль является обладателем звания Чемпиона России 2015 года по народным танцам.